# آقطی قناری
آقطی قناری (نام علمی: Sambucus palmensis) نام یک گونه از سرده آقطی است.